# Hawija (stad)
Hawija (Arabisch: الحويجة,), ook wel geschreven als Al-Hawija is een stad in het gelijknamige district, in de Iraakse provincie Kirkoek. De stad telt ca. 100.000 inwoners (ongeveer twee derde van het totale aantal inwoners van het district Hawija).
De bevolking bestaat voor ca. 85% uit soennieten, en voor de rest uit sjiitische Iraakse Turkmenen.

## Geschiedenis
Gedurende en kort na afloop van de Irakoorlog was de stad het strijdtoneel van vele dodelijke gevechten tussen het Iraakse en Amerikaanse leger en soennieten. In maart 2006 werd het betreffende gebied uitgeroepen tot een van de gevaarlijkste plekken van heel Irak.
Op 23 april 2013 vielen er in de stad 27 doden, toen soennieten in opstand kwamen tegen de Iraakse regering In de daaropvolgende dagen steeg het dodental verder tot ruim boven de 100.
In 2014 werd Hawija, net als veel andere Iraakse steden, bezet door Islamitische Staat, waarna veel inwoners de stad ontvluchtten. In het kader van de strijd van een internationale coalitie tegen IS werd op 3 juni 2015 een wapenopslag van IS in Hawija gebombardeerd door een Nederlandse F-16. Hierbij kwamen ook zeventig burgers om. Eind september 2017 begon het Iraakse leger een offensief om de stad te bevrijden. Op 5 oktober meldde het leger dat IS geheel was verdreven uit Hawija. Hawija was de laatste stad in Irak die IS nog in handen had.